# Коронатов, Герман Дмитриевич
Герман Дмитриевич Коронатов (10 мая 1937 — 15 января 2001, Санкт-Петербург) — советский и российский кораблестроитель, один из ведущих специалистов в создании кораблей на воздушной подушке.
Высшим достижением Г. Д. Коронатова явился его решающий вклад в создание уникального десантного корабля на воздушной подушке проекта 12322 «Зубр». Оригинальная компоновка корабля являлась заслугой заместителя главного конструктора Г. Д. Коронатова, разработавшего эскизный проект.

## Биография
Свою трудовую деятельность Г. Д. Коронатов начал в 1959 году на заводе «Красные Баррикады», г. Астрахань.
После переезда в г. Ленинград в 1960 году, работал судосборщиком на Адмиралтейском заводе.
С 1963 по 1968 годы, после окончания Ленинградского Кораблестроительного института работал инженером в ЦНИИ им. академика А. Н. Крылова.
С 8 января 1968 года перешел на работу в ЦМКБ «Алмаз», где прошел трудовой путь от конструктора II категории до заместителя главного конструктора.
С ноября 1999 года работал на СФ «Алмаз» Главным конструктором, где внес огромный вклад в строительство и сдачу ДКВП «Зубр» (заводской № 104).